# Родионов, Виктор Иосифович
Виктор Иосифович Родио́нов (1924—1987) — советский театральный актёр, музыкант; диктор Чувашского радио. Народный артист РСФСР (23.06.1980), Народный артист Чувашской АССР (1968). Лауреат Государственной премии РСФСР им. К. С. Станиславского (1971).

## Биография

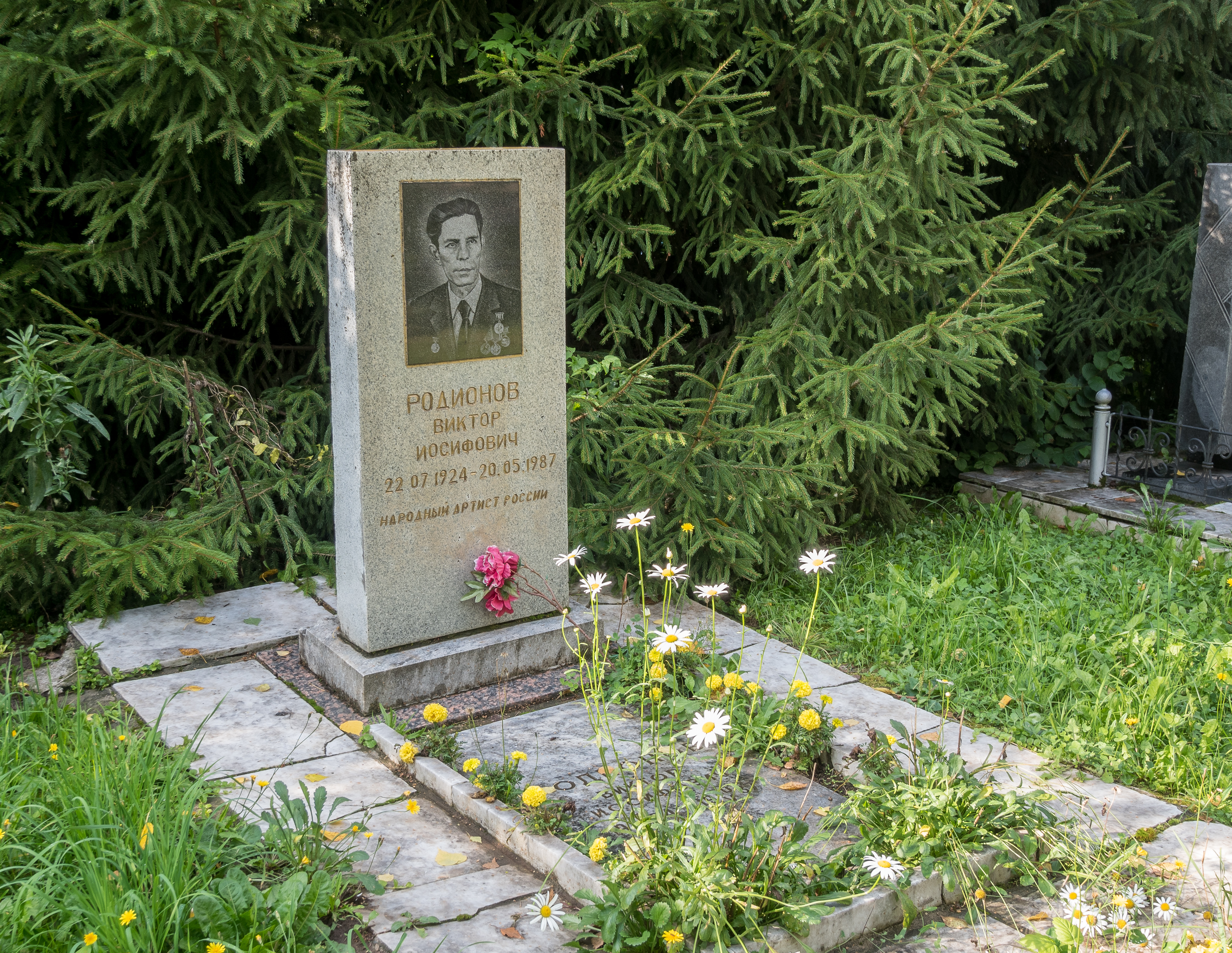
Могила В. И. Родионова в Чебоксарах

Родился 22 июля 1924 года в городе Мариинский Посад (Чувашская АССР) в русской семье. Окончил Чувашское государственное музыкальное училище (1941, класс виолончели и композиции), чувашскую студию Государственного института театрального искусства (1947).
Работал музыкантом и артистом вспомогательного состава (1941—1942), артистом (1947—1987) Чувашского ГАДТ имени К. В. Иванова. За время работы в театре сыграл более 350 ролей. В течение 11 лет работал по совместительству диктором Чувашского радио и Чебоксарской студии телевидения.
Постоянно участвовал в радио- и телепостановках и дублировании фильмов на чувашский язык. Музыкальные произведения Родионова исполнялись в 21 спектакле ЧГАДТ. В 1954—1968 и 1970—1986 годах — председатель Чувашского отделения Всероссийского театрального общества.
Умер 19 мая 1987 года в Чебоксарах. Похоронен на мемориальном кладбище города Чебоксары.

## Награды и звания
- заслуженный артист Чувашской АССР (1951).
- народный артист Чувашской АССР (1968).
- заслуженный артист РСФСР (17.10.1975)
- народный артист РСФСР (23.6.1980)
- Государственная премия РСФСР имени К. С. Станиславского (1971) — за исполнение роли И. Я. Яковлева в спектакле «Волны бьют о берег» Н. Т. Терентьева, поставленный на сцене Чувашского ГАДТ имени К. В. Иванова
- орден «Знак Почёта»
- Его именем названа улица в Чебоксарах.

## Театральные работы
- Скалозуб — («Горе от ума» А. С. Грибоедова, 1947)
- Иван Кузьмич Шпекин — «Ревизор» Н. В. Гоголя, 1948)
- Землемер — «Эндип» В. Т. Ржанова (1949)
- Роман — «Когда расцветает черёмуха» И. С. Максимова-Кошкинского (1949)
- Юлиус Фучик («Жить всегда» Ю. Буряковского (1952)
- Муса Джалиль — «Бессмертная песня» Р. Ишмуратова (1957)
- Пахомка — «Под гнётом» по поэме С. В. Эльгера (1957)
- Никита Бичурин (по одноимённой драме П. Н. Осипова, 1966)
- Махорка — «Однажды весной…» Л. Я. Агакова, В. Н. Яковлева (1967)
- Митрич — «Власть тьмы» Л. Н. Толстого (1967)
- Сэр Тоби — «Двенадцатая ночь» У. Шекспира (1970)
- И. Я. Яковлев — «Волны бьют о берег» Н. Т. Терентьева (1970)
- Гусляр — «Телей и Илем» И. А. Петровой (1977)
- Тахтаман — «Нарспи» по поэме К. В. Иванова (1979)
- Чемей — «Тудимер» Я. Г. Ухсая (1980)
- Иван — «Пожарная лошадь» Н. Т. Терентьева (1985)
- Полковник — «Мгновение над пропастью» Н. Мирошниченко
- Кандюк — «Чёрный хлеб» Н. Ильбека и Г. Микушкина
- Айтар — «Айтар» П. Осипова